# Мария Анна Амалия фон Хесен-Хомбург
Мария Анна Амалия фон Хесен-Хомбург, също Мариана Пруска, (на немски: Maria Anna Amalie von Hessen-Homburg; Marianne von Preußen, Prinzessin Wilhelm; * 13 октомври 1785 в Бад Хомбург фор дер Хьое; † 14 април 1846 в Берлин) е принцеса от Хесен-Хомбург и чрез женитба принцеса на Кралство Прусия.
Тя е най-малката дъщеря на ландграф Фридрих V фон Хесен-Хомбург (1748 – 1820) и съпругата му принцеса Каролина фон Хесен-Дармщат (1746 – 1821), дъщеря на ландграф Лудвиг IX фон Хесен-Дармщат и Каролина фон Пфалц-Цвайбрюкен. Майка ѝ е сестра на Фредерика Луиза фон Хесен-Дармщат (1751 – 1805), съпруга на пруския крал Фридрих Вилхелм II.
Мария Анна се омъжва на 12 януари 1804 г. в Берлин за първия си братовчед принц Вилхелм фон Прусия (1783 – 1851), най-малкият син на пруския крал Фридрих Вилхелм II (1744 – 1797). Той е най-малкият брат на пруския крал Фридрих Вилхелм III.
След смъртта на кралица Луиза († 1810) принцеса Мариана поема в пруския двор ролята на „First Lady“. Тя става заместител на майката на децата на Луиза, между тях по-късния крал Фридрих Вилхелм IV, кайзер Вилхелм I.
През 1822 г. тя се влюбва в граф Антон фон Щолберг-Вернигероде, един приятел на нейния съпруг, както се разбира от нейния дневник, издаден едва през 2006 г.
През 1845 г. Мариана посещава за последен път родния си град Бад Хомбург. Тя умира на 14 април 1846 г. от ревматично-нервна температура в Берлин, почти половин година след раждането на нейния внук, по-късният баварски крал Лудвиг II.

## Деца
Мария Анна и принц Вилхелм фон Прусия имат децата:
- Амалия Фридерика Луиза Каролина Вилхелмина (1805 – 1806)
- Фридерика (1805 – 1806)
- Ирена (*/† 1806)
- син (*/† 1809)
- Фридрих Тасило Вилхелм (1811 – 1813)
- Хайнрих Вилхелм Адалберт (1811 – 1873), ∞ 1850 Терезия Елслер (1808 – 1878)
- Фридрих Вилхелм Тасило (1813 – 1814)
- Мария Елизабет Каролина Виктория Пруска (1815 – 1885), ∞ 1836 принц Карл фон Хесен (1809 – 1877)
- Фридрих Вилхелм Валдемар (1817 – 1849)
- Мария Фридерика Франциска Хедвиг Пруска (1825 – 1889), ∞ 1842 за крал Максимилиан II Йозеф от Бавария (1845 – 1886)